# Frank A. Barker
Frank Akeley Barker (* 26. Januar 1928 in New Haven Connecticut; † 13. Juni 1968 in Quảng Ngãi, Südvietnam) war ein Lieutenant Colonel der United States Army. Er war der Battalion Commander der so genannten Task Force Barker, die im Jahr 1968 für das Massaker von Mỹ Lai während des Vietnamkriegs verantwortlich war.

## Kriegsgeschehnisse
Am 16. März 1968, gegen acht Uhr morgens, stürmten die Truppen der Charlie-Kompanie, 1st Battalion, 20th Infantry von der Americal-Division unter der Leitung von Lt.-Col. Barker ein Dorf namens Thuan Yen, den Amerikanern bekannt als My Lai 4, in Vietnams Quang Ngai Provinz. Die Mission der TF Barker sollte ein vorgesehener zeitlich begrenzter Schlag gegen die Vietcong an der Küste zum Südchinesischem Meer sein, genauer am Batangan Peninsula, in der davon ausgegangen wurde, dies sei eine Hochburg des politischen sowie militärischen Flügels des Vietcong.
Die amerikanischen Truppen trafen in dem Dorf auf keinen Widerstand, jedoch waren am frühen Nachmittag dieses 16. Märzes 504 Zivilisten – Männer, Frauen, Kinder und Greise sowie die dörfliche Viehzucht – in und um My Lai auf fürchterliche Art von den US-Soldaten getötet worden. Die Charlie-Kompanie hatte offiziell jedoch nur ein Unfallopfer zu beklagen: der afroamerikanische Soldat, PFC Herbert Carter, schoss sich absichtlich in den Fuß, um per MedEvac vom Ort des Geschehens evakuiert zu werden.
Ein Jahr später brach ein am Massaker beteiligter Soldat, der kurz zuvor seinen militärischen Pflichtdienst beendet hatte, sein Schweigen, indem er der US-Army sowie dem Kongress der Vereinigten Staaten einen Brief mit Anschuldigungen zukommen ließ.

## Tod
Lieutenant Colonel Frank A. Barker konnte wegen dieses Massakers nie zur Rechenschaft gezogen werden. Am 13. Juni 1968 kam der Hubschrauber, in dem Barker saß, in der Provinz Quảng Ngãi unter feindlichen Beschuss. Beim Versuch dem Feuer auszuweichen, kollidierte eine O-2-FAC-Maschine der US Air Force, die im Rahmen einer „Command and Control“-Mission im gleichen Luftraum unterwegs war, mit dem Hubschrauber, der förmlich in zwei Stücke zerrissen wurde.
Die anderen getöteten Soldaten der Kollision waren:
- Warrant Officer James D. Carter aus Clarkston, Michigan
- Warrant Officer Jerry H. Johnson aus Hampton, Virginia
- Specialist 4 Gary A. Milton aus Hartley, Texas
- First Lieutenant Michael L. Phillips aus Washington, D.C.
- Captain Earl R. Michles aus Pocahontas, Arkansas
- Private First Class Allen R. Weamer aus Tacoma, Washington

| Personendaten    | Personendaten                                             |
| ---------------- | --------------------------------------------------------- |
| NAME             | Barker, Frank A.                                          |
| ALTERNATIVNAMEN  | Barker, Frank Akeley (vollständiger Name)                 |
| KURZBESCHREIBUNG | US-amerikanischer Militär, Lieutenant Colonel der US Army |
| GEBURTSDATUM     | 26. Januar 1928                                           |
| GEBURTSORT       | New Haven                                                 |
| STERBEDATUM      | 13. Juni 1968                                             |
| STERBEORT        | Quang Ngai, Südvietnam                                    |